# Máté Halász
Máté Halász [ˈmaːteː ˈhɒlaːs] (* 2. Juni 1984) ist ein ungarischer Handballspieler.
Der 1,92 Meter große und 83 Kilogramm schwere linke Außenspieler spielte anfangs bei Pick Szeged und schloss sich 2005 Tatabánya KC an. Mit diesen beiden Vereinen spielte er in der EHF Champions League (2003/04, 2004/05) und im EHF-Pokal (2005/06, 2010/11). Im Sommer 2011 verließ er Tatabánya. Nachdem Halász anschließend für Gyöngyösi KK aufgelaufen war, unterschrieb er einen Vertrag beim französischen Verein Massy Essonne Handball.
Máté Halász warf in 21 Länderspielen für die ungarische Nationalmannschaft 41 Tore; er stand im Aufgebot Ungarns für die Europameisterschaft 2010.